# Corb de mare cu mască
Corbul de mare cu mască (Sula dactylatra) este o pasăre de mare⁠(d), de mari dimensiuni, din familia Sulidae. Descris pentru prima dată de naturalistul francez René Primevère Lesson în 1831, corbul de mare cu mască este unul dintre cele șase specii de corbi de mare din genul Sula. Are o formă a corpului tipică sulidelor, cu un cioc gălbui lung și ascuțit, gât lung, corp aerodinamic, aripi lungi și subțiri și coadă ascuțită. Adultul este alb strălucitor, cu aripi negre, coadă neagră și mască facială închisă la culoare; cu o lungime de 75-85 cm, este cea mai mare specie de corb de mare. Sexele au un penaj similar. Această specie este răspândită în toate oceanele tropicale, cu excepția Atlanticului de est și a Pacificului de est. În acestea din urmă, este înlocuită de Corbul de mare de Nazca (Sula granti), care era considerat anterior o subspecie de corb de mare cu mască.

## Taxonomie
Naturalistul francez René Lesson a făcut parte din echipajul navei La Coquille⁠(d), condusă de ofițerul și exploratorul francez Louis Isidore Duperrey⁠(d), în călătoria în jurul lumii desfășurată între august 1822 și martie 1825. În publicația în mai multe volume a lui Duperrey despre călătorie, Lesson a semnat secțiunile ornitologice. În relatarea sa din 1829 privind vizita pe insula Ascension din Oceanul Atlantic de Sud, Lesson a menționat întâlnirea cu corbii de mare mascați, iar într-o notă de subsol a propus numele binomial Sula dactylatra. Lesson a furnizat ulterior o descriere formală a corbului de mare cu mască în 1831.
Epitetul specific combină cuvântul din greaca veche δάκτυλος (dáktul), care înseamnă „deget”, și latinescul ater, care înseamnă „negru”. „Degete negre” se referă la vârfurile întinse ale aripilor în zbor. Zoologul suedez Carl Jakob Sundevall a descris specia ca Dysporus cyanops în 1837 de la un subadult colectat în Oceanul Atlantic la 6 septembrie 1827. Numele speciei a fost derivat din cuvintele din greaca veche κύανος (kúanos), care înseamnă „albastru”, și ὄψ (óps), care înseamnă „față”.
Ornitologul și artistul englez John Gould a descris Sula personata în 1846 din Australia, numele speciei fiind adjectivul latin personata, care înseamnă „mascat”. Gould a adoptat numele Sula cyanops în manualul său din 1865 Handbook to the Birds of Australia. Numele binomial al lui Sundevall a fost urmat, deoarece înregistrarea din 1829 a lui Lesson nu descria suficient specia; cu toate acestea, în 1911, ornitologul amator australian Gregory Mathews⁠(d) a subliniat că, deși înregistrarea din 1829 a lui Lesson nu descria pasărea, înregistrarea sa din 1831 o descria, precedându-l astfel pe Sundevall cu șase ani și, prin urmare, Sula dactylactra avea prioritate. Uniunea Ornitologică Americană a urmat exemplul în al 17-lea supliment la lista sa de verificare din 1920.
Corbul de mare cu mască este una dintre cele șase specii de corbi de mare din genul Sula. Un studiu genetic din 2011 (prezentat mai jos), care a folosit atât ADN-ul nuclear⁠(d), cât și cel mitocondrial, a arătat că corbul de mare cu mască și corbul de mare din Nazca⁠(d) (Sula granti) sunt cele mai apropiate rude, descendența lor fiind consecința unei evoluții divergente⁠(d) dintr-o linie care a dat naștere la corbul de mare cu picioare albastre (Sula nebouxii) și corbul de mare peruvian (Sula variegata).
|  | Sula dactylatra |
|  |                 |
|  | Sula granti     |
|  |                 |

|  | Sula nebouxii  |
|  |                |
|  | Sula variegata |
|  |                |

|  | Sula dactylatra |
|  |                 |
|  | Sula granti     |
|  |                 |

|  | Sula nebouxii  |
|  |                |
|  | Sula variegata |
|  |                |

|  | Sula dactylatra |
|  |                 |
|  | Sula granti     |
|  |                 |

|  | Sula nebouxii  |
|  |                |
|  | Sula variegata |
|  |                |

|  | Sula dactylatra |
|  |                 |
|  | Sula granti     |
|  |                 |

|  | Sula nebouxii  |
|  |                |
|  | Sula variegata |
|  |                |

|  | Sula dactylatra |
|  |                 |
|  | Sula granti     |
|  |                 |

|  | Sula nebouxii  |
|  |                |
|  | Sula variegata |
|  |                |

|  | Sula dactylatra |
|  |                 |
|  | Sula granti     |
|  |                 |

|  | Sula nebouxii  |
|  |                |
|  | Sula variegata |
|  |                |

|  | Sula dactylatra |
|  |                 |
|  | Sula granti     |
|  |                 |

|  | Sula nebouxii  |
|  |                |
|  | Sula variegata |
|  |                |

|  | Sula dactylatra |
|  |                 |
|  | Sula granti     |
|  |                 |

|  | Sula nebouxii  |
|  |                |
|  | Sula variegata |
|  |                |

## Galerie

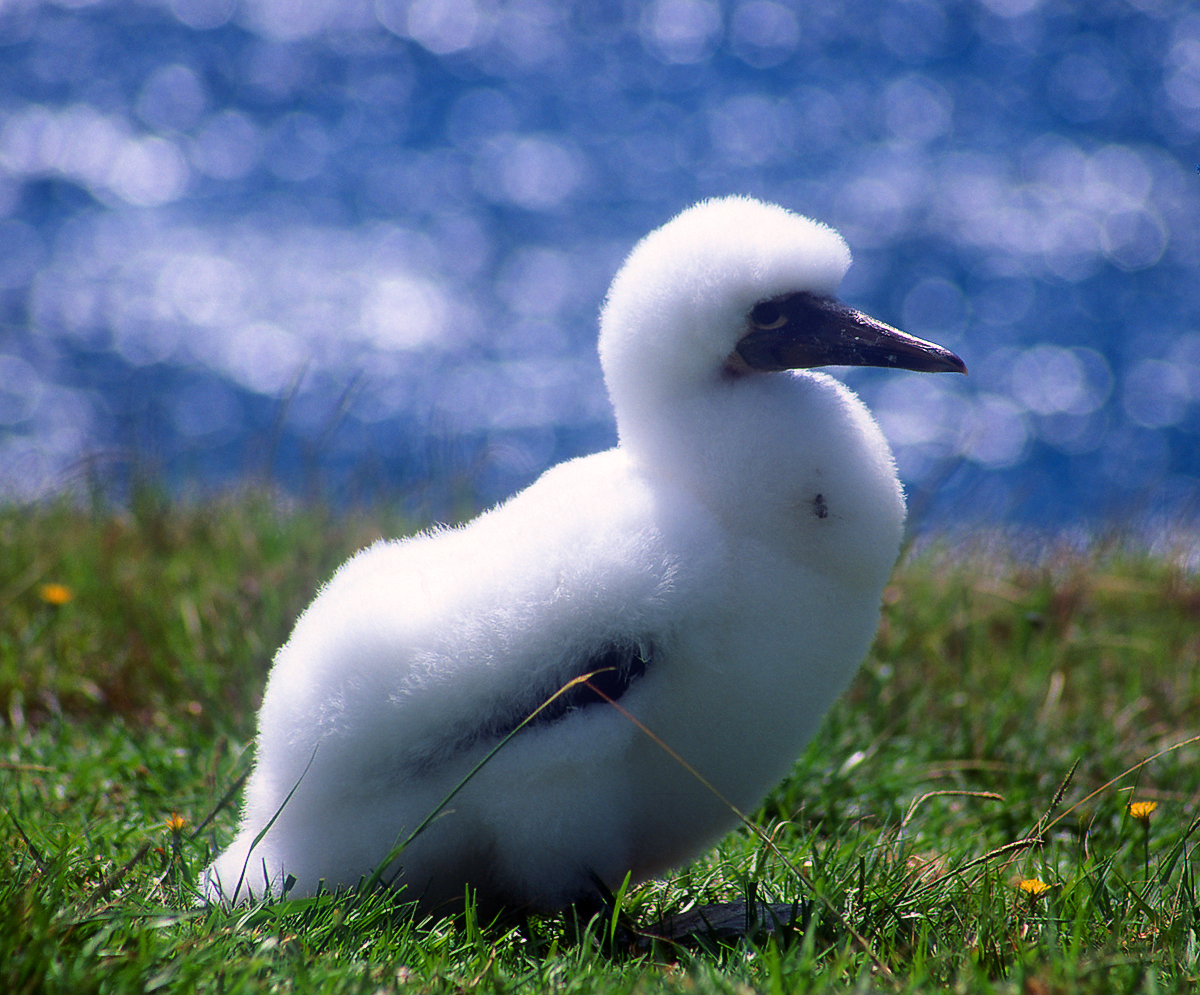
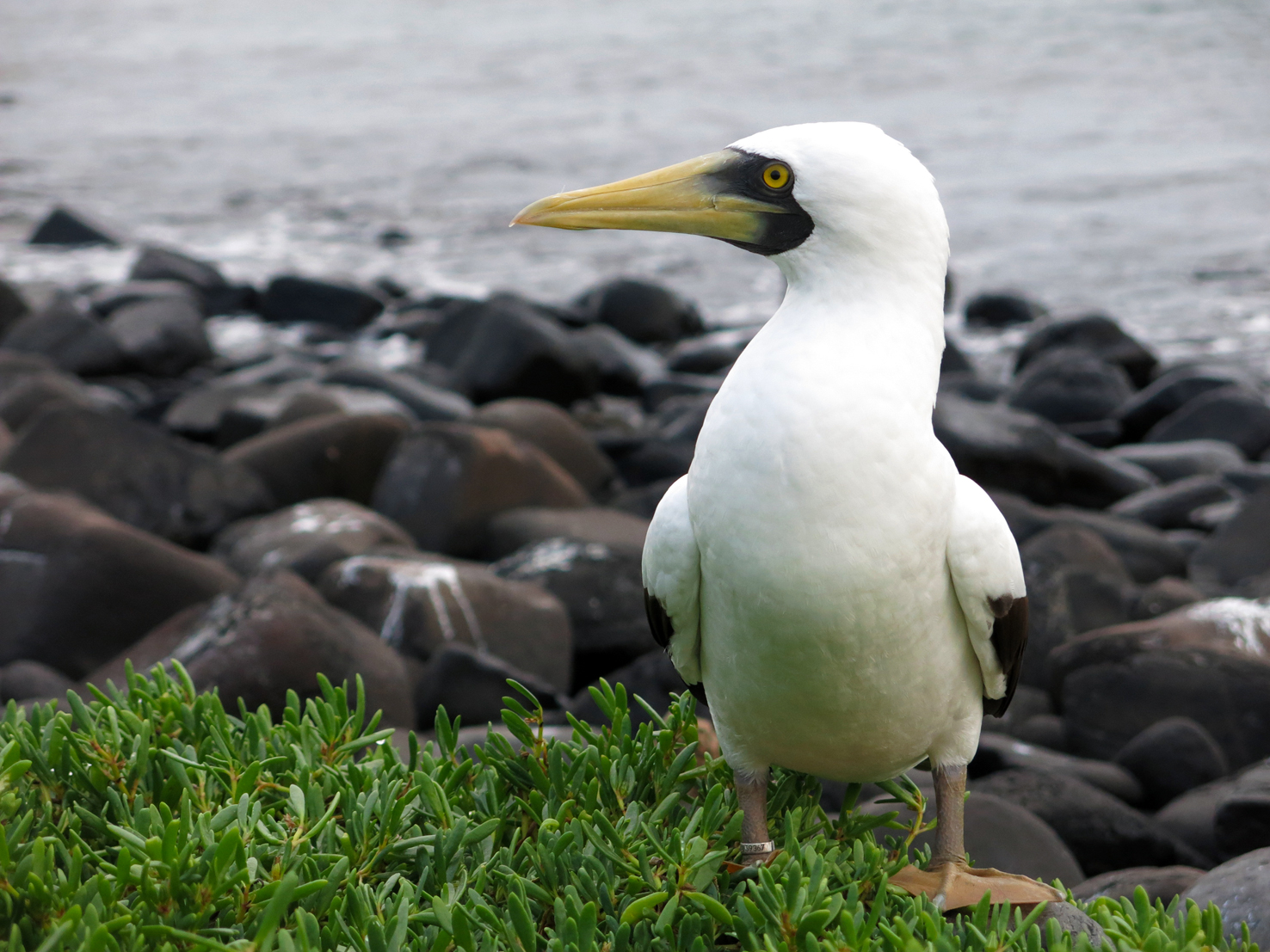
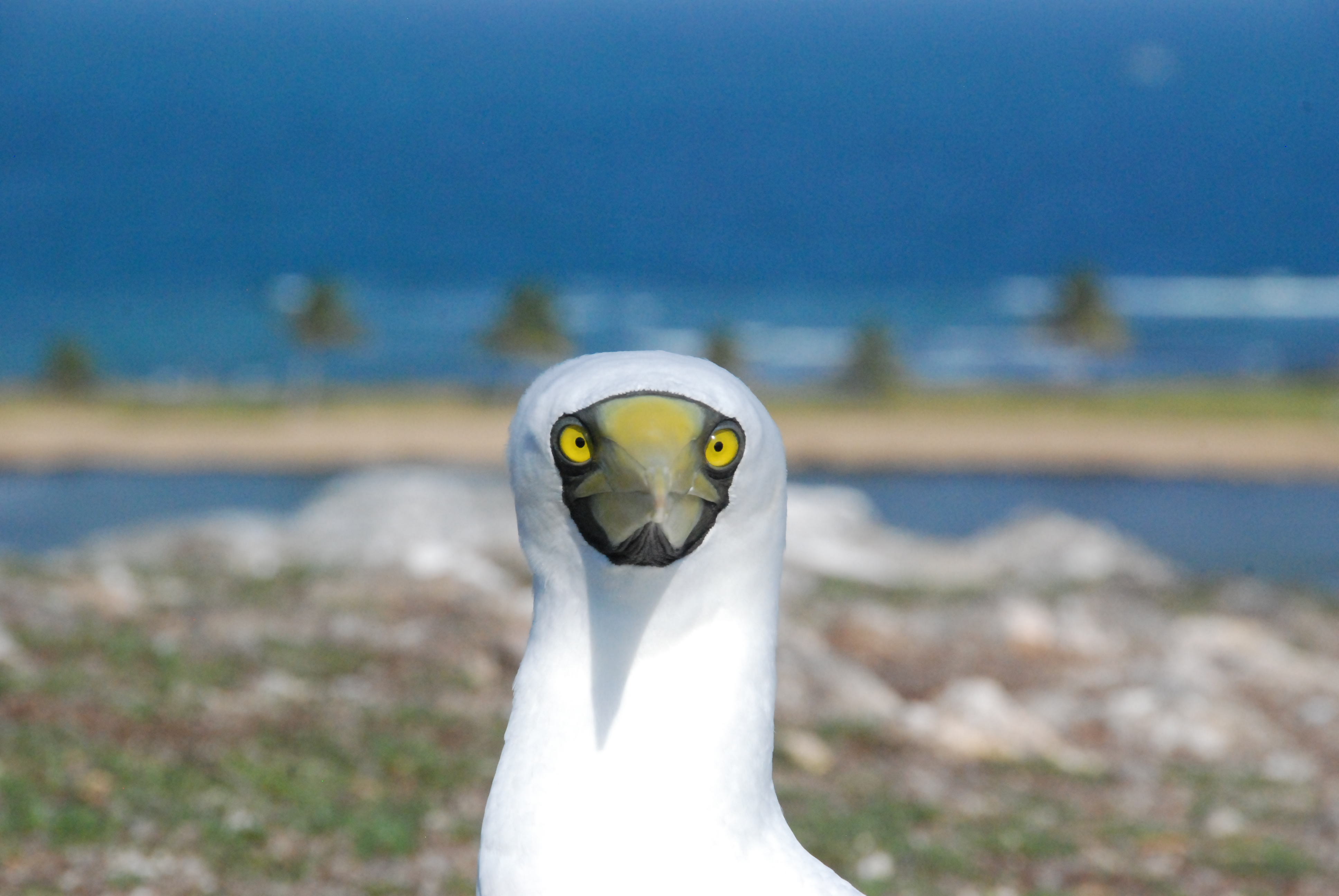
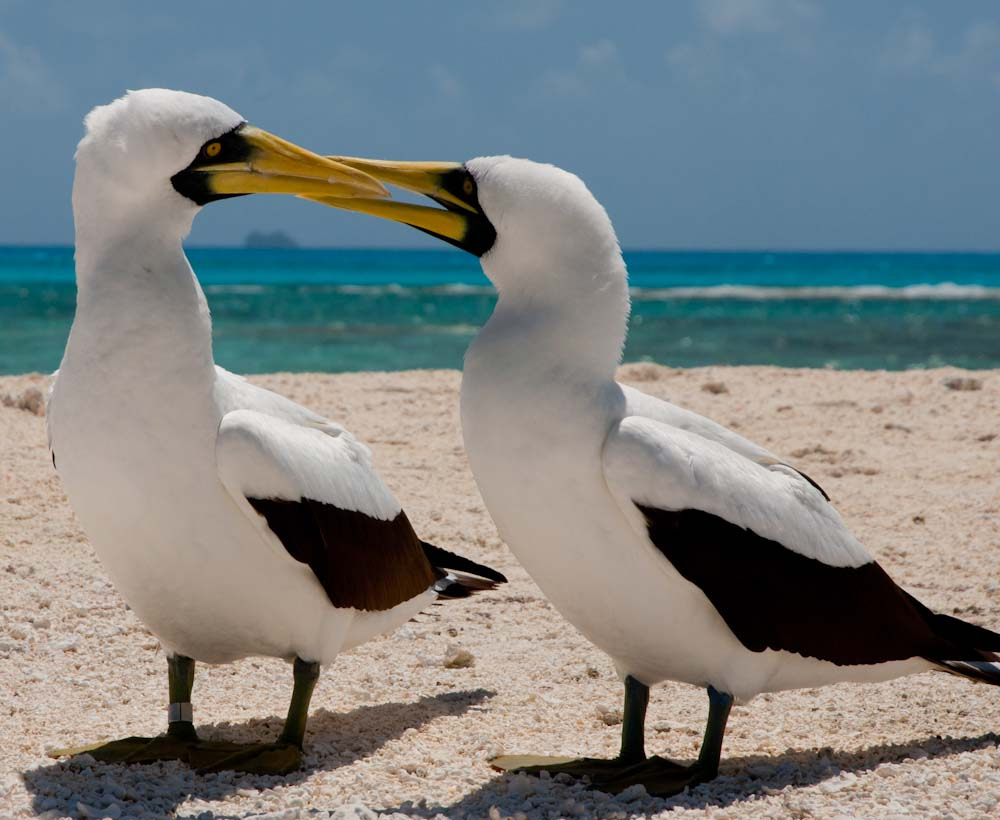